# Mieczysław Sanak

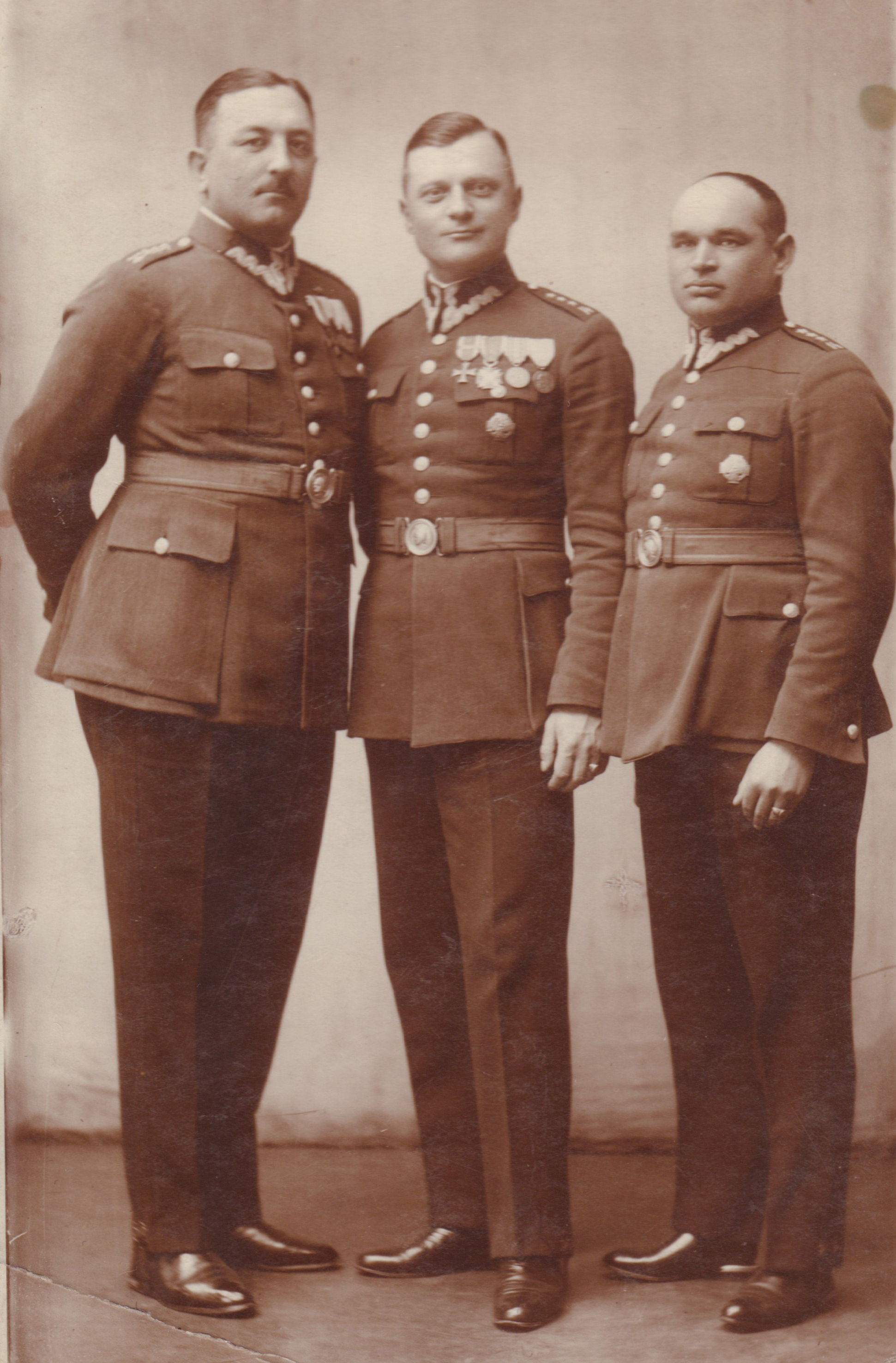
Od lewej kapitanowie - Emil Zawisza, Jan Wilczak i Mieczysław Sanak.

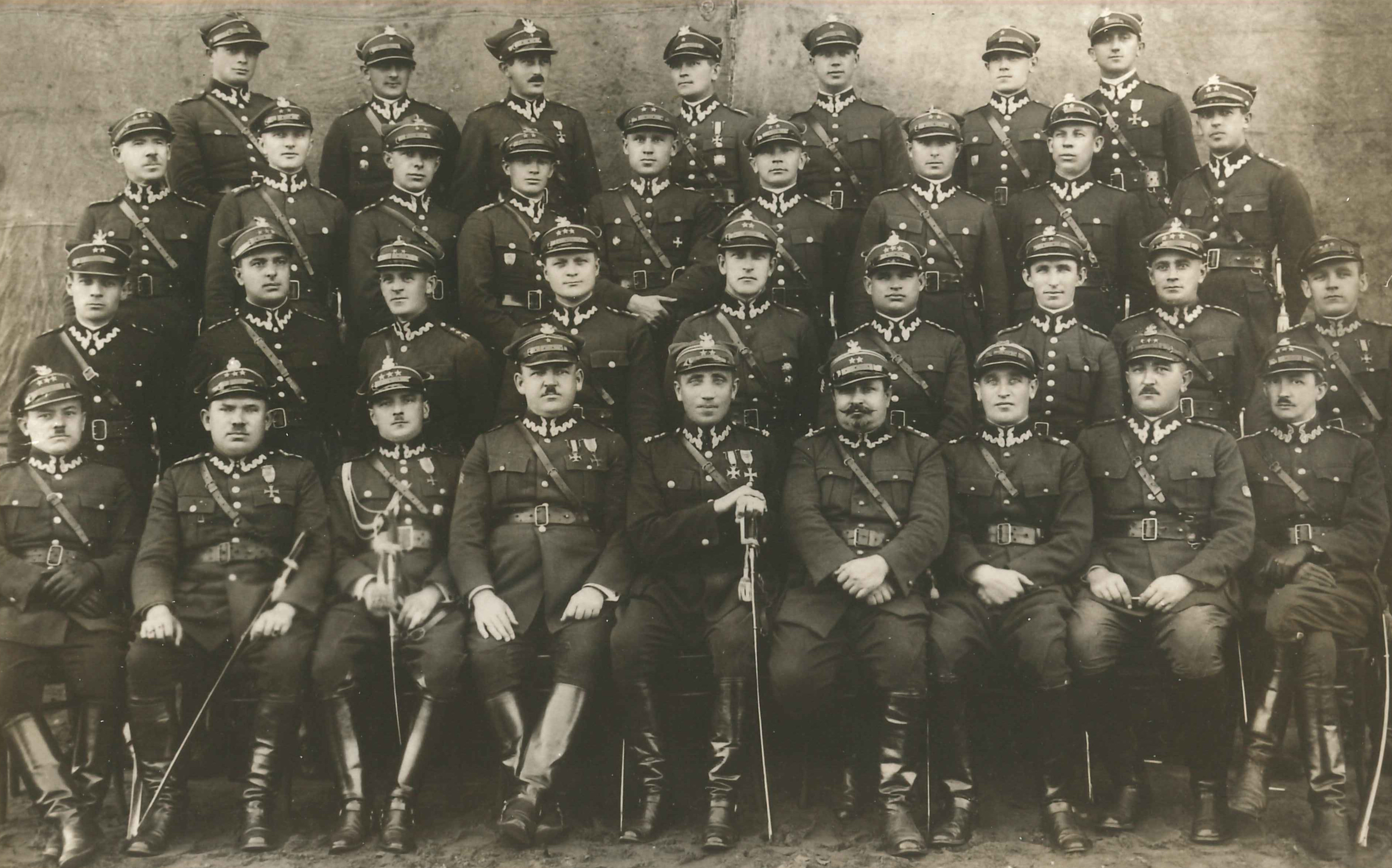
Kadra oficerska 14 pułku piechoty w II połowie 1928 roku. W II rzędzie od dołu jako czwarty z prawej stoi kpt. Mieczysław Sanak.

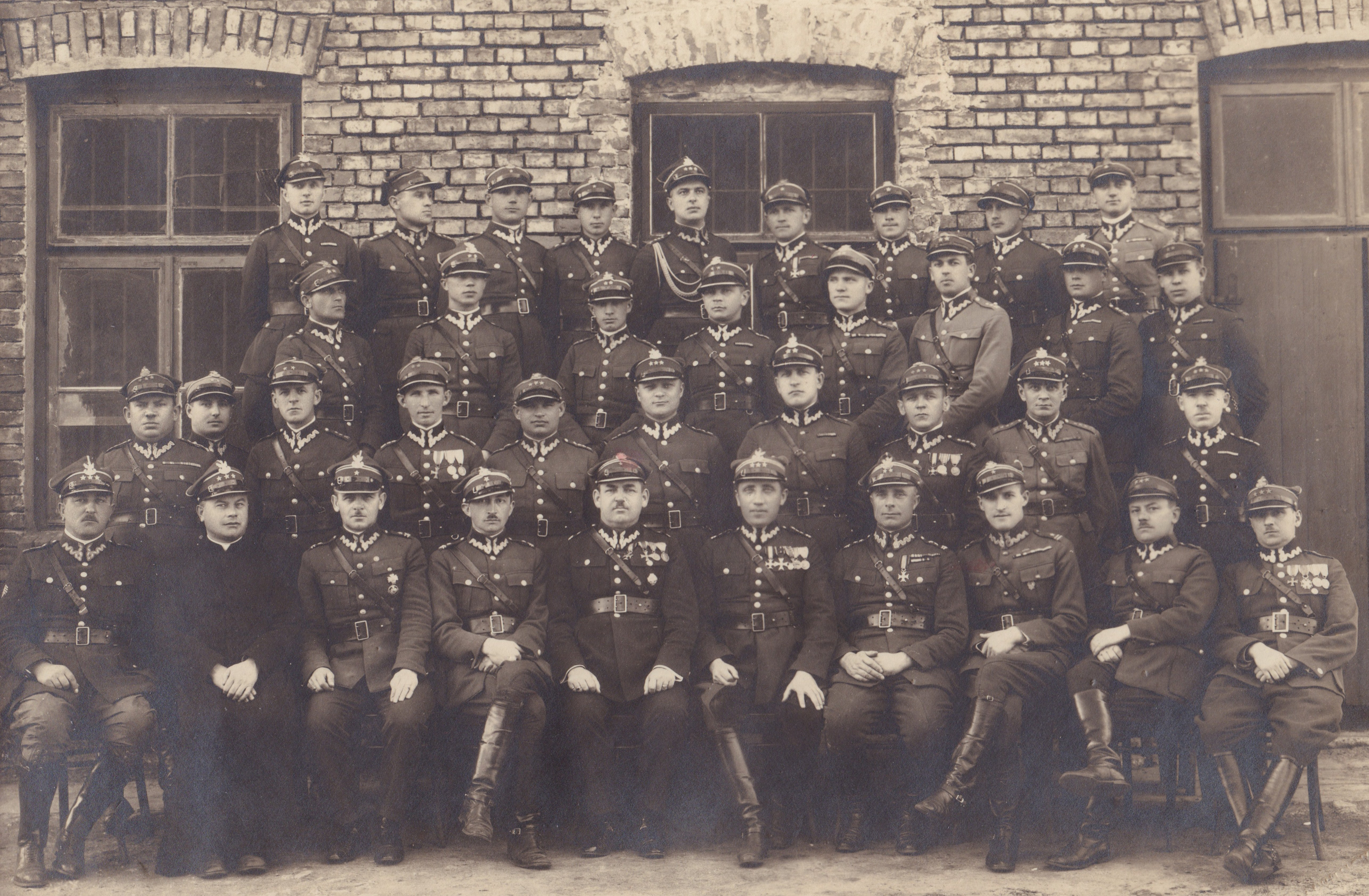
Korpus oficerski 14 pp w I kwartale 1930. W I rzędzie siedzą od lewej: 5 - mjr Mikołaj Świderski, 6 - płk Ignacy Misiąg i 7 - ppłk Franciszek Sudoł. W II rzędzie od dołu jako szósty z prawej stoi kpt. Mieczysław Sanak.

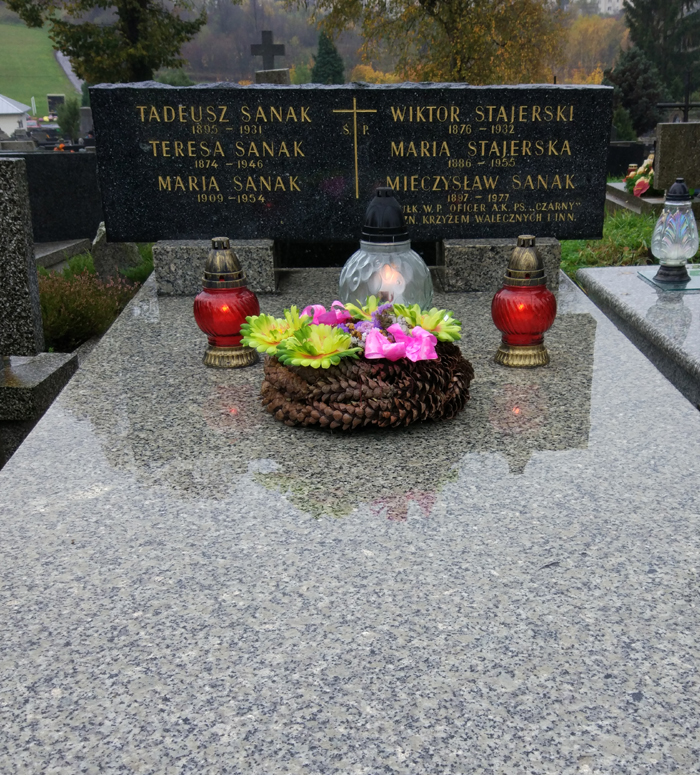
Grób ppłk. Mieczysława Sanaka na cmentarzu parafialnym w Trzebini.

Mieczysław Kazimierz Sanak (ur. 1 stycznia 1897 w Jarosławiu, zm. 1977 w Krakowie) – major piechoty Wojska Polskiego II Rzeczypospolitej, podpułkownik ludowego Wojska Polskiego.

## Życiorys
Urodzony w Jarosławiu, syn Stanisława. W czasie I wojny światowej walczył w szeregach cesarskiej i królewskiej armii. Z dniem 1 grudnia 1917 roku został mianowany podporucznikiem rezerwy piechoty. W 1918 roku pełnił służbę jako oficer c. i k. 90 pułku piechoty.
Następnie wstąpił w szeregi odrodzonego Wojska Polskiego. Dekretem Naczelnego Wodza Wojsk Polskich, jako oficer byłej armii austro-węgierskiej, został przyjęty do Wojska Polskiego z dniem 1 listopada 1918 roku, z zatwierdzeniem posiadanego stopnia podporucznika (starszeństwo od 1 grudnia 1917 r.) oraz zaliczeniem do 1 Rezerwy (z powołaniem do służby czynnej na czas aż do demobilizacji). Z tym samym dniem, rozkazem Naczelnego Dowództwa Wojsk Polskich, otrzymał przydział służbowy na oficera 13 kompanii przy 14 pułku piechoty w Jarosławiu. 
W szeregach 14 pułku piechoty wziął udział w wojnach polsko-ukraińskiej i polsko-bolszewickiej. Wyróżnił się w dniu 1 sierpnia 1920 r., kiedy to podczas forsowania przez bolszewików Bugu pod Drohiczynem dopuścił wroga do brzegu rzeki, po czym z odległości kilkunastu metrów otworzył ogień, zadając nieprzyjacielowi wielkie straty w zabitych. Odznaczył się także w dniu 2 września 1920 r. w ataku na Kuliczków (powiat Żółkiew), kiedy to na czele swej kompanii ubezpieczał lewe skrzydło batalionu. Po załamaniu się polskiego ataku przesunął, pod wrogim ogniem, swoją kompanię na tyły bolszewików i zaatakował ich z zaskoczenia. Nieprzyjaciel rozpoczął paniczną ucieczkę, a w ręce kompanii por. Sanaka wpadł karabin maszynowy i dwa wozy, w tym jeden pełen amunicji. Za te czyny został w okresie późniejszym przedstawiony do odznaczenia orderem Virtuti Militari V klasy. We wniosku o odznaczenie ówczesny dowódca batalionu, mjr Stanisław Dąbek, tak scharakteryzował por. Sanaka: „Odważny, inicjatywny, cały czas walk prowadził swą kompanię dobrze i orientował się bystro we wszystkich kolizjach”. W toku walk porucznik Sanak dowodził między innymi 6 kompanią 14 pułku piechoty. 
Po zakończeniu działań wojennych pułk został dyslokowany do Włocławka, do którego to miasta przybył w maju 1921 roku. Na dzień 1 czerwca 1921 r. Mieczysław Sanak, będący wówczas w randze porucznika, nadal służył we włocławskim pułku. Za męstwo wykazane w walkach wojen 1918-1920 odznaczony został, na mocy rozkazu L. 2142 wydanego przez Ministra Spraw Wojskowych - gen. por. Kazimierza Sosnkowskiego, Krzyżem Walecznych. 
Dekretem Naczelnika Państwa i Wodza Naczelnego z dnia 3 maja 1922 r. (dekret L. 19400/O.V.) został zweryfikowany w stopniu porucznika, ze starszeństwem z dniem 1 czerwca 1919 roku i 1093. lokatą w korpusie oficerów piechoty. W roku 1923 zajmował już 976. lokatę wśród poruczników piechoty. Rozporządzeniem Prezydenta Rzeczypospolitej Stanisława Wojciechowskiego z dnia 1 grudnia 1924 r. został awansowany do rangi kapitana, ze starszeństwem z dniem 15 sierpnia 1924 r. i 447. lokatą w korpusie oficerów piechoty. Pod koniec 1924 roku zajmował już 445. lokatę w swoim starszeństwie.
Mieczysław Sanak zajmował w roku 1928 – 427. lokatę wśród kapitanów piechoty w swoim starszeństwie. Zarządzeniem Prezesa Rady Ministrów opublikowanym w dniu 11 listopada 1928 roku odznaczony został, w uznaniu zasług położonych na polu pracy w poszczególnych działach wojskowości, Srebrnym Krzyżem Zasługi. W roku 1930 zajmował 1084. lokatę łączną na liście starszeństwa pośród kapitanów piechoty (była to jednocześnie 381. lokata w starszeństwie), a w roku 1932 była to już 327. lokata w swoim starszeństwie. Na dzień 1 lipca 1933 roku kpt. Sanak zajmował 793. lokatę wśród wszystkich kapitanów korpusu piechoty (była to zarazem 308. lokata w starszeństwie).
Od grudnia 1918 roku aż do wiosny 1934 roku pełnił służbę we włocławskim 14 pułku piechoty. Podczas tej służby piastował, między innymi, stanowisko dowódcy szkolnej kompanii karabinów maszynowych (w 1930 roku) i dowódcy 2 kompanii ckm (wrzesień 1933 r.). W dniu 25 września 1931 roku razem z kapitanem Emilem Zawiszą, tworząc delegację 14 pułku piechoty, złożyli na krakowskim Wawelu wieniec laurowy na grobie króla Władysława Łokietka.
Prezydent Rzeczypospolitej Polskiej Ignacy Mościcki zarządzeniem z dnia 4 lutego 1934 r. (opublikowanym dzień później) awansował kapitana Mieczysława Sanaka do rangi majora, ze starszeństwem z dniem 1 stycznia 1934 roku i 20. lokatą w korpusie oficerów piechoty. Następnie, zarządzeniem Ministra Spraw Wojskowych ogłoszonym w dniu 7 czerwca 1934 r., przeniesiono mjr. Sanaka z 14 pułku piechoty do 51 pułku piechoty Strzelców Kresowych w Brzeżanach, na stanowisko dowódcy batalionu. Na dzień 5 czerwca 1935 roku Mieczysław Sanak, jako oficer 51 pp, zajmował 625. lokatę łączną wśród majorów korpusu piechoty (była to jednocześnie nadal 20. lokata w starszeństwie). W dniu 30 stycznia 1938 r. został wybrany przewodniczącym zarządu lokalnego Koła Harcerzy z Czasów Walk o Niepodległość w Brzeżanach. 
Na dzień 23 marca 1939 roku piastował stanowisko II zastępcy dowódcy 51 pułku piechoty (II zastępca był zastępcą dowódcy pułku do spraw gospodarczych czyli, według dawnej terminologii, kwatermistrzem pułku), zajmując w tym czasie już 17. lokatę  wśród majorów piechoty w swoim starszeństwie.

## Okres powojenny
Przebył kampanię wrześniową, a po zakończeniu II wojny światowej powrócił do Polski i wstąpił do ludowego Wojska Polskiego. W stopniu podpułkownika służył na stanowisku szefa sztabu 14 kołobrzeskiego pułku piechoty (w okresie od 15 października 1945 r. do 18 marca 1947 roku). Po przejściu w stan spoczynku mieszkał w Krakowie, gdzie zmarł w 1977 roku. Pochowany został na cmentarzu Parafii Rzymskokatolickiej pw. świętych Apostołów Piotra i Pawła, przy ulicy ks. Mariana Luzara w Trzebini.

## Ordery i odznaczenia
- Krzyż Walecznych[33]
- Srebrny Krzyż Zasługi (10 listopada 1928)[34][17][32]
- Medal Pamiątkowy za Wojnę 1918–1921[35]
- Medal Dziesięciolecia Odzyskanej Niepodległości[35]
- Odznaka pamiątkowa 14 Pułku Piechoty[36]